# جاده ۴۱ ایالات متحده آمریکا
جاده ۴۱ ایالات متحده آمریکا (انگلیسی: U.S. Route 41) یکی از بزرگراه‌های اصلی سیستم بزرگراهی ایالت متحده آمریکا است که به طول ۳۲۳۲ کیلومتر از میامی شروع و در کاپر هاربور، میشیگان به پایان می‌رسد. این بزرگراه جنوب شرقی آمریکا را به شمال این کشور متصل می‌کند.

## نگارخانه

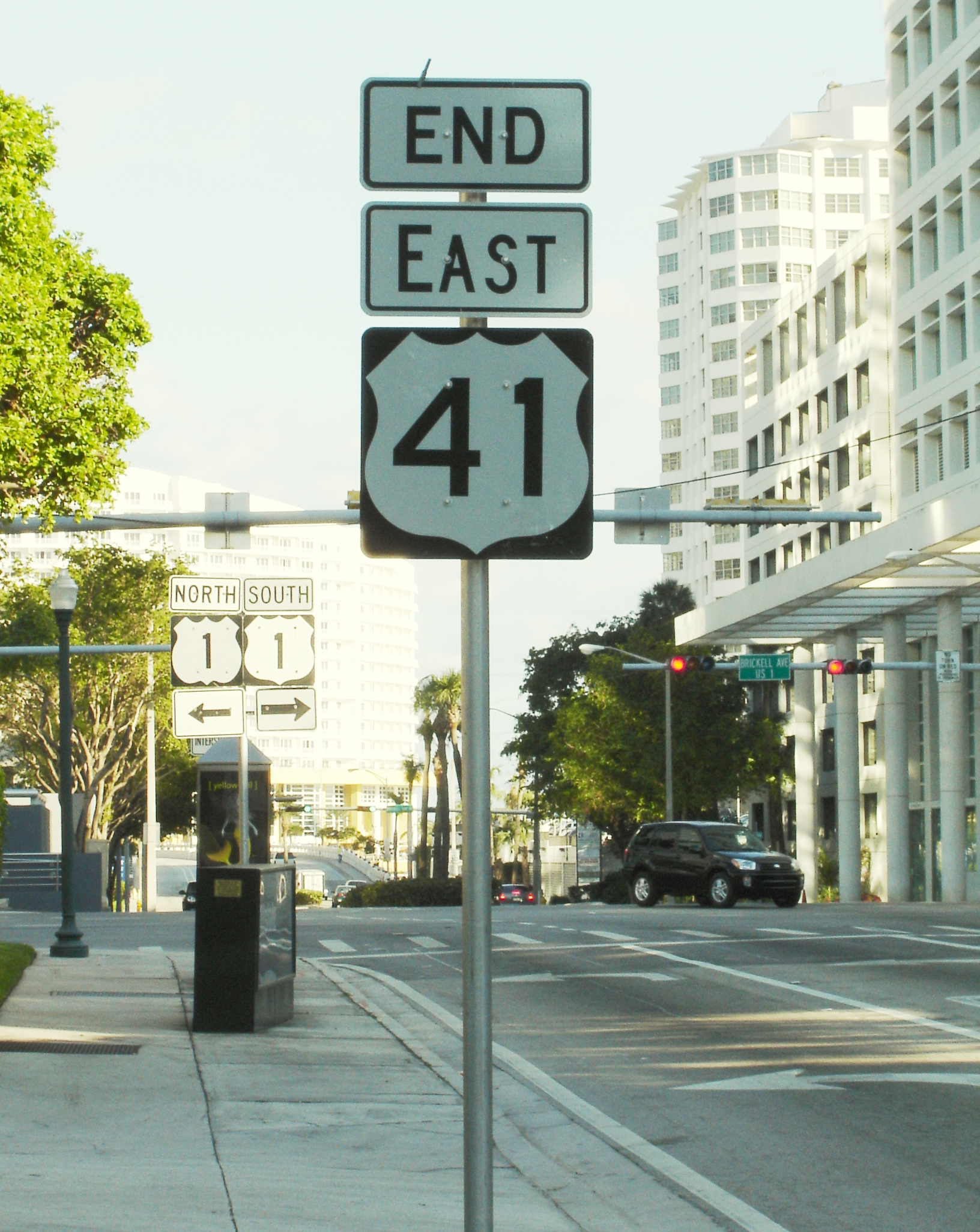
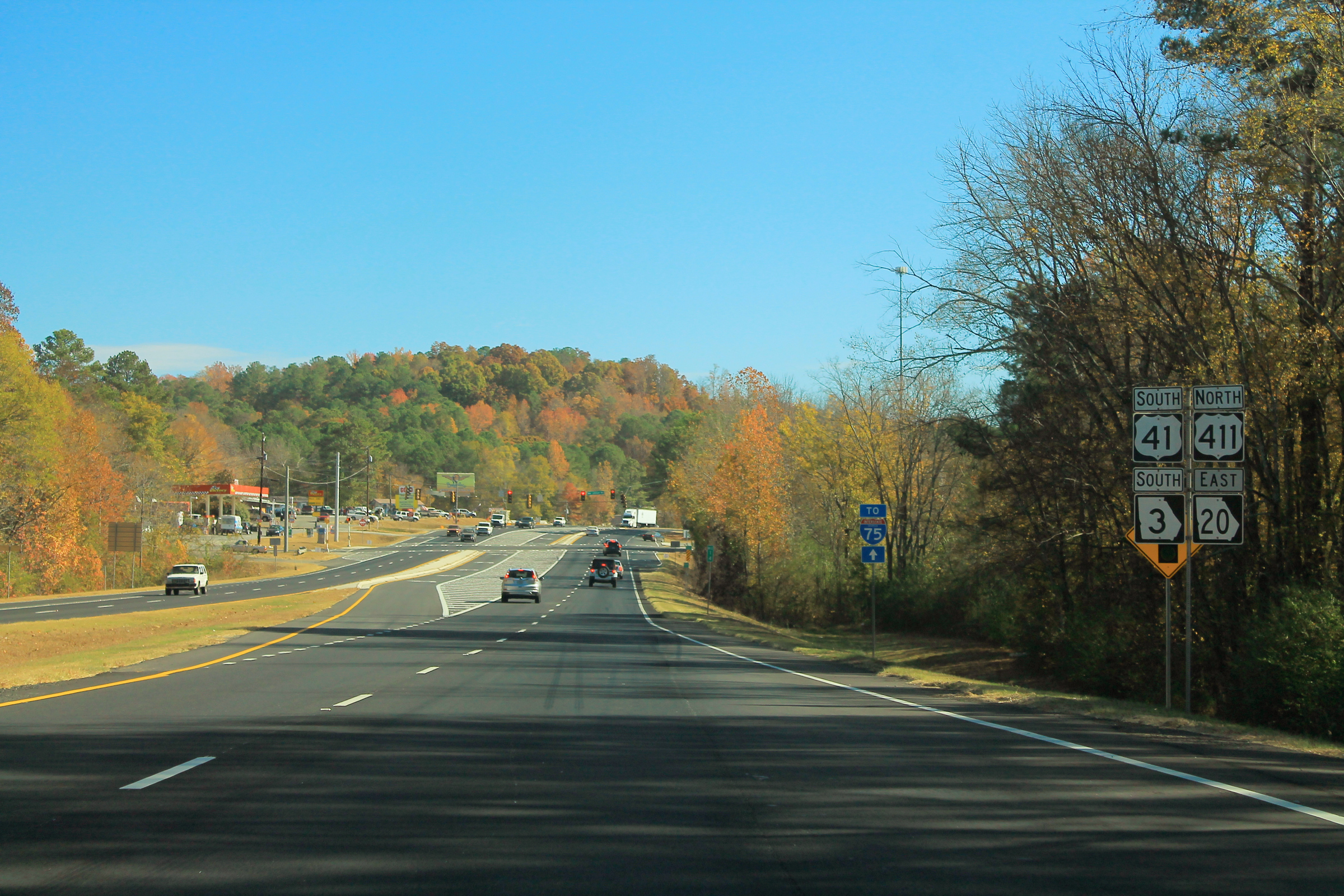
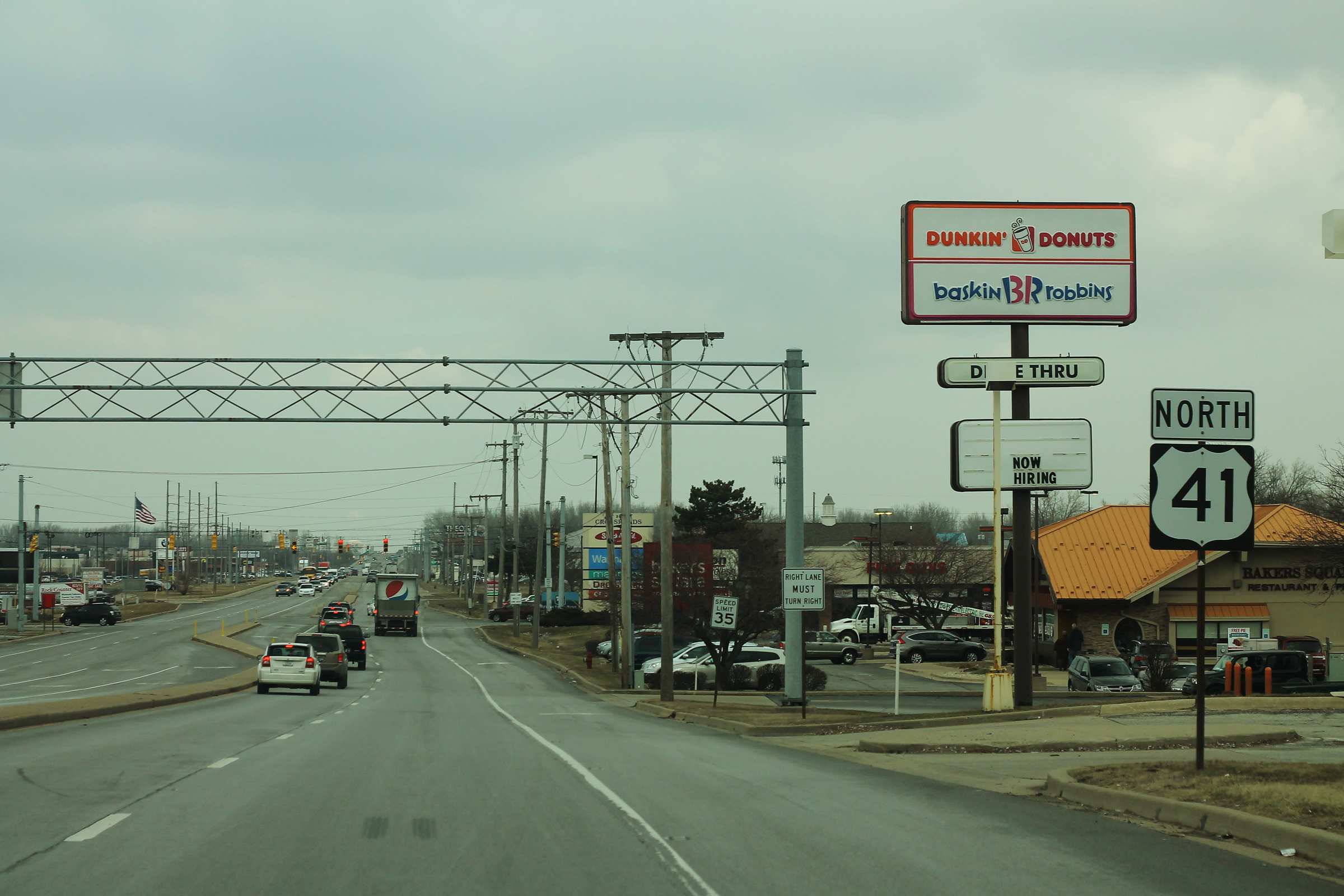
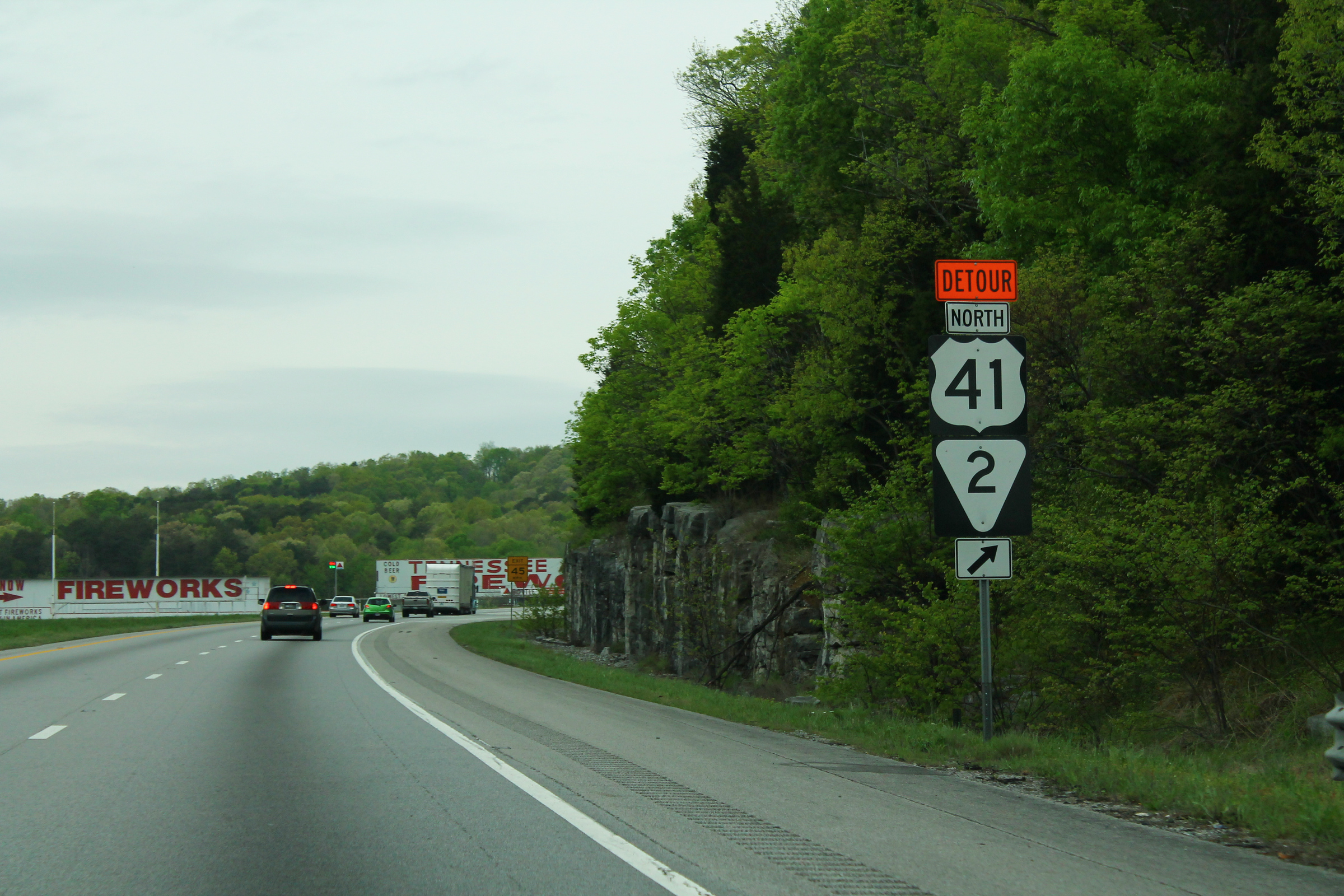